# Amber Bondin
Amber Bondin (ur. 26 maja 1991 w Kalkarze), znana również jako Amber – maltańska piosenkarką i autorka tekstów. Reprezentowała Maltę w Konkursie Piosenki Eurowizji 2015. Współprowadziła program telewizyjnych Il-Kumitat w telewizji TVM i audycję radiową The Ride Home with Dorian & Amber w radiu MagicMalta 91.7. Prowadziła też własny cykl reporterski na swoim kanale YouTube pod tytułem Out & About. Amber jest również znana z ról w musicalach, w tym w musicalach Il-Ħanina Madalena i Il-Kbir Għadhu Ġej.

## Kariera
W 2009 zadebiutowała w telewizyjnym talent show ‘ID’, emitowanym w telewizji One, w którym dostała się do finału. W kolejnych latach nagrała utwory przewodnie maltańskich seriali telewizyjnych La Farfalla (2009) i Emilja(2010). W październiku 2010 roku wygrała Konkors Kanzunetta Indipendenza z piosenką Trid Tapprezza Raya Agiusa i Alfreda C. Santa.
W latach 2011–2014 startowała w Malta Eurovision Song Contest (maltańskie preselekcje do Konkursu Piosenki Eurowizji):
- Konkursu Piosenki Eurowizji 2011 Catch 22 (13. miejsce) i Touch Wood,
- Konkursu Piosenki Eurowizji 2012 Answer with Your Eyes (3. miejsce),
- Konkursu Piosenki Eurowizji 2013 In Control (4. miejsce),
- Konkursu Piosenki Eurowizji 2014 Because I Have You (4. miejsce),
- Konkursu Piosenki Eurowizji 2015 Warrior (1. miejsce).

Została reprezentantką Malty w odbywający się w Wiedniu Konkursie Piosenki Eurowizji 2015. Ze względu na zmianę zasad i przepisów konkursu ogłoszoną przez maltańską stację telewizyjną PBS, po raz pierwszy artyście, autorowi i kompozytorowi zwycięskiego utworu zezwolono na zmianę części zwycięskiej piosenki lub wybranie całkowicie nowej piosenki. 7 marca 2015 potwierdzono, że zwycięska piosenka Warrior zostanie zmodyfikowana. Nowa wersja miała prepierę 9 marca 2015. W Konkursie Piosenki Eurowizji Amber nie zdołała zakwalifikować się do finału i zajęła 11. miejsce na 17 krajów, zdobywając łącznie 43 punkty.
W listopadzie 2016 Amber wydała swój pierwszy album studyjnego pod tytułem Redemption, a czerwcu 2021 miała premierę jej ruga płyta Amber: 1991.

## Dyskografia
Albumy studyjne
- Redemption (2016)
- Amber:1991 (2021)

Single
- Because I Have You (2014)
- What They Say (2016)
- Messed Up Love (2016) – z Maryrose Mallia
- Dance the Night Away (2018)
- Tifkiriet (2018)
- Russian Roulette (2019) – z Pamela
- Alive (2019)
- Warrior (Reprise) (2019)
- That’s Life (2019)
- Viva Malta (2020)
- Free (Nanna’s Song) (2020)
- O Lejl Tas-Skiet (2020)
- Put Away Your Money (2021)
- Dan Il-Milied (2021)
- I Need You (2022)
- Mument Magiku(2022)
- Shine Your Light (2022) – z AIDAN
- Għanja Lil Ġużi (2023)
- Leave De Front (2024)
- Ninni La Tibkix iżjed (2024)